# Brunei FA Cup
Der Brunei FA Cup, aus Sponsorgründen auch als DST FA Cup bekannt, ist ein nationaler Fußballwettbewerb in Brunei, der von der National Football Association of Brunei Darussalam organisiert wird.

## Sieger nach Jahr
| Jahr    | Sieger                                       | Ergebnis                                     | Finalist                                     | Anmerkung                                    |
| ------- | -------------------------------------------- | -------------------------------------------- | -------------------------------------------- | -------------------------------------------- |
| 2002    | Wijaya FC                                    | 1:0                                          | MS ABDB                                      |                                              |
| 2003    | MS ABDB                                      | 3:0                                          | Kota Ranger FC                               |                                              |
| 2004    | Brunei DPMM FC                               | 0:0 3:1 (n. V.)                              | MS ABDB                                      |                                              |
| 2005/06 | AH United                                    | 2:2 (n. V.) 4:3 (n. E.)                      | MS ABDB                                      |                                              |
| 2006/07 | Keine Austragung                             | Keine Austragung                             | Keine Austragung                             | Keine Austragung                             |
| 2007/08 | MS ABDB                                      | 1:0                                          | Wijaya FC                                    |                                              |
| 2008/09 | Keine Austragung                             | Keine Austragung                             | Keine Austragung                             | Keine Austragung                             |
| 2010    | MS ABDB                                      | 2:1                                          | QAF FC                                       |                                              |
| 2012    | MS ABDB                                      | 1:0 (n. V.)                                  | Indera SC                                    |                                              |
| 2013    | Keine Austragung                             | Keine Austragung                             | Keine Austragung                             | Keine Austragung                             |
| 2014    | MS ABDB                                      | 2:0                                          | Najip FC                                     |                                              |
| 2015    | MS ABDB                                      | 3:2                                          | Indera SC                                    |                                              |
| 2016    | MS ABDB                                      | 1:0                                          | Najip I-Team                                 |                                              |
| 2017/18 | Indera SC                                    | 2:0                                          | MS PDB                                       |                                              |
| 2019    | Kota Ranger FC                               | 2:1                                          | MS PDB                                       |                                              |
| 2020    | Keine Austragung wegen der COVID-19-Pandemie | Keine Austragung wegen der COVID-19-Pandemie | Keine Austragung wegen der COVID-19-Pandemie | Keine Austragung wegen der COVID-19-Pandemie |
| 2021    | Keine Austragung wegen der COVID-19-Pandemie | Keine Austragung wegen der COVID-19-Pandemie | Keine Austragung wegen der COVID-19-Pandemie | Keine Austragung wegen der COVID-19-Pandemie |
| 2022    | Brunei DPMM FC                               | 2:1                                          | Kasuka FC                                    |                                              |
| 2023    | Keine Austragung                             | Keine Austragung                             | Keine Austragung                             | Keine Austragung                             |
| 2024    | Keine Austragung                             | Keine Austragung                             | Keine Austragung                             | Keine Austragung                             |
| 2025    | Brunei DPMM FC II                            | 1:0                                          | Indera SC                                    |                                              |

## Rangliste
| Verein         | Titel | Jahr(e)                                           |
| -------------- | ----- | ------------------------------------------------- |
| MS ABDB        | 7     | 2003, 2007/08, 2009/10, 2012, 2014/15, 2015, 2016 |
| Brunei DPMM FC | 3     | 2004, 2022, 2025                                  |
| Indera SC      | 1     | 2017/2018                                         |
| Wijaya FC      | 1     | 2002                                              |
| AH United      | 1     | 2005/2006                                         |
| Kota Ranger FC | 1     | 2019                                              |